# Gastón Whelan
Gastón Whelan (Córdoba, 6 ottobre 1994) è un cestista argentino con cittadinanza italiana.

## Palmarès
- Campionato argentino: 1

IACC Cordoba: 2021-22
- Torneo Súper 20: 1

IACC Cordoba: 2021